# Emmett Till
Emmett Louis Till (25. července 1941 Chicago, Illinois – 28. srpna 1955 Drew, Mississippi) byl afroamerický chlapec, který byl zavražděn během lynče v Mississippi v roce 1955. Příčinou lynče bylo obvinění bílé prodavačky, která uvedla, že ji chlapec během nákupu obtěžoval. Brutalita vraždy a fakt, že obvinění byli soudem osvobozeni, přivedl pozornost k perzekuci afroamerického obyvatelstva USA. Emmett Till se po své smrti stal jedním ze symbolů hnutí za občanská práva.

## Vražda Emmetta Till

### Vražda
Emmett Till se narodil a vyrůstal v Chicagu na severu USA. V roce 1955 přicestoval do Mississsippi navštívit své příbuzné. V lokálním obchodě v obci Money mluvil s místní bílou jednadvacetiletou provdanou prodavačkou Carolyn Bryantovou. Obsah hovoru je předmětem sporů, ale faktem zůstává, že Till byl obviněn, že se ženou flirtoval. Avšak Bryantová po letech uvedla, že v roce 1955 sdělila vymyšlenou výpověď, ve které obvinila Tilla z obtěžování. O několik dnů později přijeli Roy Bryant (manžel Carolyn Bryantové) a jeho nevlastní bratr J. W. Milam před dům Tillova strýce a požadovali vydání Emmetta Tilla. Chlapce unesli, zbili, zmrzačili a nakonec zavraždili střelou do hlavy. Tělo hodili do řeky Tallahatchie. O tři dny později bylo vyplavené tělo nalezeno.

### Pohřeb
Tělo Emmetta Tilla bylo převezeno do rodného Chicaga, kde jeho matka Mamie Tillová trvala na veřejném pohřbu s otevřenou rakví. Následky brutality útoku měly šokovat a upozornit celou zemi na perzekuci afroamerických obyvatel, rasismus, barbarství lynčování a křehkost americké demokracie. Pohřbu se účastnily desítky tisíc lidí. Fotografie zmrzačeného těla byly navíc publikovány v časopisech a novinách, které se zaměřovaly na afroamerické čtenáře. Vražda Emmetta Tilla byla jedním z prvních klíčových momentů aktivace celostátní podpory pro aktivity hnutí za občanská práva.

### Soudní proces
Roy Bryant a J. W. Milam byli obviněni z únosu a vraždy Emmetta Tilla. V září 1955 stanuli před soudem a zcela bílou porotou. Soud je zprostil viny. Odůvodnění soudu bylo takové, že nalezené tělo bylo ve stavu, kdy nemohlo být jasně prokázáno, že se jedná o Emmetta Tilla. Bryant a Milam v roce 1956, chráněni právní klauzulí o nemožnosti být obviněni z aktů, za které byli již jednou souzeni, prodali svůj příběh časopisu Look. V rozhovoru přiznali, že Tilla zavraždili. Soud byl provázen masivním zájmem médií a byl zásadním momentem pro další aktivity hnutí za občanská práva. V roce 2004 Ministerstvo spravedlnosti Spojených států amerických případ znovu otevřelo. Exhumovalo Tillovo tělo a na základě DNA bylo spolehlivě identifikováno. Rakev, ve které byl Till pohřben byla předána do sbírek Smithsonova institutu a vystavena.

### Dopady
Organizace National Association for the Advancement of Colored People (NAACP) požádala Tillovu matku Mamie, aby spolu s organizací objela zemi a pomohla sbírat prostředky pro aktivity hnutí za občanská práva. Šlo o jednu z nejúspěšnějších fundraisingových kampaní NAACP. Vražda Tilla je jedním z prvních momentů občanskoprávní revolty Afroameričanů, která eskalovala v 60. letech 20. století. Vražda rovněž přivedla pozornost hnutí za občanská práva do státu Mississippi.
V Montgomery ve státě Alabama bylo pořádáno smuteční shromáždění, které vedl Martin Luther King Jr. Účastnila se ho například také Rosa Parksová, která se poté měla stát dalším klíčovým symbolem hnutí za občanská práva. Již v prosinci 1955 její čin započal bojkot autobusové dopravy v Montgomery, který vyústil v zakázání rasové segregace ve veřejné dopravě.